# Майкл Беррі (фізик)
Майкл Вікто́р Бе́ррі (англ. Sir Michael Victor Berry; нар. 14 березня 1941, графство Суррей, Англія) — британський науковець, фахівець у галузі математичної фізики, член Лондонського (1982) і Единбурзького (2005) королівських товариств, іноземний член Національної академії наук США (1995) і Американського філософського товариства (2021). Член Лондонського математичного товариства (1995). Посвячений у лицарі в 1996 році.

## Життєпис
Беррі виховувався в єврейській родині й був сином лондонського таксиста та кравчині.
В 1959—1962 роках навчався в Ексетерському Університеті, здобув ступінь бакалавра. Тут він познайомився зі своєю першою дружиною (студенткою соціології, з якою у нього народилася перша дитина). У 1962—1965 роках навчався в Університеті Сент-Ендрюса й закінчив його, здобувши ступінь доктора філософії (PhD) в галузі теоретичної фізики. Його дипломна робота називалася «Дифракція світла ультразвуком» (англ. The diffraction of light by ultrasound).
З 1965 року працює у Бристольському університеті на різних посадах, починаючи від дослідника-постдокторанта і закінчуючи професором (Royal Society Research Professor) у 1988—2006 роках.
Наукові інтереси Майкла Беррі лежать, за його власними словами, на границях фізичних теорій — між класичним і квантовим описом; особливо він виділяє геометричні аспекти хвиль (зокрема, фазу) і теорію хаосу.
Широкої популярності набули його роботи з геометричних фаз у квантовій та класичній фізиці (див. фази Беррі), а також праці з поясненням здатності до левітації діамагнітних об'єктів у сильному магнітному полі (разом з А. К. Геймом).

## Наукові публікації
- Diffraction of Light by Ultrasound, 1966
- Principles of Cosmology and Gravitation, 1976; 2nd edition. 1989; pbk{{cite book}}:  Обслуговування CS1: Сторінки зі значенням параметра postscript, що збігається зі стандартним значенням в обраному режимі (посилання)[11]
- About 395 research papers, book reviews, etc., on physics[12]

## Нагороди та визнання
- Медаль і премія Максвелла[en] від Інституту фізики (Велика Британія) (1978)
- Бейкерівська лекція (1987)
- Премія Лілієнфельда від Американського фізичного товариства (1990)
- Медаль і премія Дірака від Інституту фізики (Велика Британія) (1990)
- Королівська медаль (1990)
- Медаль Дірака від Міжнародного центру теоретичної фізики в Трієсті (1995)
- Єврофізика (1995)
- Премія Вольфа з фізики (1998)
- Ігнобелівська премія з фізики (2000)
- Гіббсівська лекція (2002)
- Премія Пої від Лондонського математичного товариства (2005)
- Медаль Лоренца (2014)
- Премія пам'яті Ріхтмаєра (2014)
- Почесна лекція пам’яті Лізи Майтнер (2019)

Почесний доктор багатьох університетів та наукових установ.